# Meet Market
Pour plus de détails, voir Fiche technique et Distribution.
Meet Market est une comédie américaine réalisée par Charlie Loventhal, sortie en 2004.

## Synopsis
Le quotidien de plusieurs célibataires dans la ville de Los Angeles. 

## Fiche technique
- Titre : Meet Market
- Réalisation et scénario : Charlie Loventhal
- Musique : David Robbins
- Producteurs : Pam Auer, Scott Valentine, Cherie Baker
- Distribution : Madcap Entertainment
- Pays d'origine : États-Unis
- Langue : Anglais
- Durée : 78 minutes
- Date de sortie : 2004

## Distribution
- Krista Allen : Lucinda
- Elizabeth Berkley : Linda
- Julian McMahon : Hutch
- Laurie Holden : Billy
- Missi Pyle : Ericka
- Susan Egan : Tess
- Suzanne Krull : Lima Lips
- Jennifer Sky : Courtney
- Aisha Tyler : Jane
- Alan Tudyk : Danny
- Stacie Randall : Sunny
- Nellie Sciutto : Lorraine
- Robert Della Cerra : Agent Dick